# Руан-3 (кантон)
Руан-3 (фр. Rouen-3) — кантон во Франции, находится в регионе Нормандия, департамент Приморская Сена. Входит в состав округа Руан.

## История
Кантон образован в результате реформы 2015 года.

## Состав кантона с 22 марта 2015 года
В состав кантона входят южные и частично центральные кварталы города Руан.

## Политика
С 2021 года кантон в Совете департамента Приморская Сена представляют первый вице-мэр Руана Каролин Дютарт (Caroline Dutarte) (Социалистическая партия) и член городского совета Стефан Марто (Европа Экология Зелёные).
|                | Кандидаты                     | Партия                   | Первый тур | Первый тур     | Второй тур | Второй тур |
| Кол-во голосов | Кандидаты                     | Партия                   | % голосов  | Кол-во голосов | % голосов  |            |
| -------------- | ----------------------------- | ------------------------ | ---------- | -------------- | ---------- | ---------- |
|                | Каролин Дютарт Стефан Марто   | Левый блок ― Зелёные     | 2 012      | 36,20          | 2 990      | 56,83      |
|                | Максим Буасьер Летисия Оссиби | Центристский блок        | 1 659      | 29,85          | 2 271      | 43,17      |
|                | Аврора Амар Гийом Пенель      | Национальное объединение | 950        | 17,09          |            |            |
|                | Жюльен Ване Клер Гевиль       | Левый блок               | 937        | 16,86          |            |            |

|                | Кандидаты                    | Партия                  | Первый тур | Первый тур     | Второй тур | Второй тур |
| Кол-во голосов | Кандидаты                    | Партия                  | % голосов  | Кол-во голосов | % голосов  |            |
| -------------- | ---------------------------- | ----------------------- | ---------- | -------------- | ---------- | ---------- |
|                | Мамаду Дьялло Каролин Дютарт | Социалистическая партия | 2 800      | 30,81          | 4 342      | 53,70      |
|                | Лоик Годре Марлен Мамо       | Правый блок             | 2 367      | 26,05          | 3 744      | 46,30      |
|                | Кароль Моро Гийом Пенель     | Национальный фронт      | 1 862      | 20,49          |            |            |
|                | Элен Клэн Стефан Марто       | Разные левые            | 1 553      | 17,09          |            |            |
|                | Мохамед Джубри Флоранс Эн    | Разные правые           | 354        | 3,90           |            |            |
|                | Элизабет Ланглуа Брюно Тиу   | Разные правые           | 152        | 1,67           |            |            |